# Разгар деталей оружия
Разгар — процесс возникновения дефектов в поверхностом слое металлических деталей (как правило — ствольно-затворной группы) огнестрельного оружия, который вызывается газодинамическим и температурным воздействием пороховых газов. Снизить разгар можно, оптимизируя конструкцию нарезной части ствола и ведущих частей снаряда, а также — используя в метательном заряде боеприпаса специальные флегматизаторы.

## Суть явления
Разгар казённой части ствола наблюдается чаще всего в виде характерного рисунка из пересекающихся полос («сетки») в районе пульного входа, посередине нарезов и у боковой грани на полях. Это физическое явление вошло в историю оружейного дела после перехода боеприпасов огнестрельного вооружения с дымных порохов на коллоидные с основой в виде нитратов целлюлозы.
При интенсивной стрельбе температура внутренней поверхности ствола может достигать 1000° C, что приводит к периодическому расширению канала ствола, а затем к возвращению его формы в первоначальное состояние. В результате разницы температур между внутренней горячей частью ствола и внешней холодной в структуре металла остаются напряжения, которые проявляются в виде трещин на внутренней поверхности. Помимо этого, под действием высокого давления происходит окклюзия раскалённых пороховых газов в мелкие поры и трещины металлического материала. С охлаждением ствола до нормальной температуры газы начинают выделяться во внешнюю среду, но процесс этот занимает от 3 до 5 дней, и всё это время продукты горения продолжают химически  воздействовать на металл, что снижает его способность механического сопротивления износу.   
Чаще всего возникновение разгара связано с ослаблением сцепления хромового покрытия с основным металлом, когда под действием движущихся пуль или пороховых газов фрагменты хрома оказываются сколоты. В местах сколов хромового покрытия иногда можно наблюдать оплавление поверхности стенок канала ствола, что сказывается на начальной скорости пули из-за прорыва пороховых газов между пулей и стволом.
Наибольшую приверженность к разгару проявляют нитроглицериновые пороховые составы, затем следом за ними идут пироксилиновые на смесевом пироксилине, а затем — пироколлодийные.
Появление разгара изначально не особенно сказывается на кучности боя оружия и в силу своей неизбежности для хромированного ствола разгар не считается недостатком качества его канала. Однако, если в начале эксплуатации развитие дефектов протекает довольно медленно, то с увеличением числа выстрелов скорость выгорания все более возрастает. На практике принято считать, что если начальная скорость пули или снаряда уменьшается из-за разгара на 10 %, то этот ствол уже непригоден для дальнейшего использования.

## У различных оружейных систем
Для пулемётов ПКМ или ПКТ сетка разгара в казённой части появляется после 500 выстрелов, для крупнокалиберного пулемёта КПВТ она возникает после 200—300 выстрелов, а сколы хрома в виде раковин — после 400—500 выстрелов. Как правило, в рамках живучести ствола эти дефекты не влияют на эксплуатационные качества оружия, однако они приводят к появлению ржавчины и отшелушиванию хромового покрытия.